# Группа пятнадцати
Гру́ппа пятна́дцати или «Г-15» (англ. G-15) — название группы оппозиционеров в Эритрее, которые выступили против проводимой президентом Исайясом Афеворки политики откладывания выборов и несоблюдения конституции страны. Среди участников этой группы бывшие члены правящего пропрезидентского Народного фронта за демократию и справедливость (НФДС), который руководит страной с момента обретения независимости в 1993 году. В мае 2001 года эта группа людей написала открытое письмо с критикой действий Исайяса Афеворки, назвав их «незаконными и антиконституционными».
Из 15 участников группы 11 находятся в заключении, трое в настоящее время проживают в США, а последний оставшийся, Мухаммад Берхан Белата, вышел из состава группы и вернулся в правительство. Полагают, что 11 заключённым участникам группы предъявлено обвинение в государственной измене. Центральное бюро НФДС считает, что все они разделяют, «…общую вину: как минимум, отказ исполнять свои обязанности в трудное для Эритреи время, как максимум — участие в заговоре, тяжкое преступление».
«Международная амнистия» отнесла этих 11 заключённых к узникам совести и призвала к их немедленному освобождению.

## Состав группы
Список Группы пятнадцати (в произвольном порядке):
- Петрос Соломон (Petros Solomon)
- Махмуд Ахмед Шерифо (Mahmoud Ahmed Sherifo)
- Хайле Уолденсе (Haile Woldense)
- Месфин Хагос (Mesfin Hagos)
- Огбе Абраха (Ogbe Abraha)
- Хамид Химид (Hamid Himid)
- Салех Идрис Кекья (Saleh Idris Kekya)
- Эстифанос Сейюм (Estifanos Seyoum)
- Берхане Гебрезгабихер (Berhane Ghebrezgabiher)
- Астиэр Фесехазион (Astier Fesehazion)
- Мохаммед Берхан Блата (Mohammed Berhan Blata)
- Джермано Нати (Germano Nati)
- Бераки Гебресэлассие (Beraki Gebreselassie)
- Адханом Гебремариам (Adhanom Ghebremariam)
- Махамуд Ахмед (Mahamoud Ahmed)